# 潛規則：中國歷史中的真實遊戲
《潛規則：中國歷史中的真實遊戲》，为中国学者吴思所著的一本书，在2001年出版。
于2009年出版修订版。作者也因此书主要研究潜规则而被广为关注。

## 内容梗概
本书由若干篇文章组成，分为正编和杂编，在正编中，吴思通过对历代历史的分析，抽象出了一些前人未曾认真叙述的历史结论，并且给了相应的命名。文章的重点围绕着“淘汰清官”开展，以一种独特的视角描述了中国历史的某些变迁。

## 影响
此书出版后，“潜规则”成为了热门词汇，被广泛应用于各行各业，尤其以娱乐圈为甚。